# Tullio Pane
Tullio Pane (* 16. Juni 1930 in Neapel; † 3. Oktober 2001 in Civitavecchia, Provinz Rom) war ein italienischer Sänger.

## Karriere
Pane besuchte das Conservatorio San Pietro a Majella in seiner Heimatstadt und konnte dank eines Stipendiums der Mailänder Scala eine Ausbildung zum Opernsänger (Tenor) beginnen. 1952 gewann er einen von der Rai ausgeschriebenen Gesangswettbewerb und wurde fester Teil eines Rundfunkorchesters. 1954 präsentierte er zusammen mit Achille Togliani Suonno d’amore beim Festival di Napoli und gewann den Wettbewerb. Beim Sanremo-Festival 1955 sang er zusammen mit Claudio Villa die Beiträge Buongiorno tristezza und Il torrente, die auf den ersten beiden Plätzen landeten. Noch im selben Jahr erzielte er außerdem einen dritten Platz beim Festival di Napoli mit ’E lampare (zusammen mit Gino Latilla).
Der Sänger nahm in den folgenden Jahren mit Erfolg an weiteren musikalischen Veranstaltungen im In- und Ausland teil und veröffentlichte Platten. Ab den 70er-Jahren wandte er sich wieder der E-Musik zu und hatte viele internationale Engagements als Opernsänger. In seinen letzten Lebensjahren kehrte er gelegentlich ins Fernsehen zurück. 2001 verstarb er 75-jährig nach längerer Krankheit.

## Diskografie (Auswahl)

### Alben
- 1954 – Canzoni napoletane interpretate da Tullio Pane (Cetra, LPA 14)
- 1955 – Celebri canzoni napoletane (Cetra, LPA 20)
- 1962 – Holidays in Naples (Cinevox, SC 33 / 1)
- 1964 – Napoli contro tutti (Cinevox, SC 33 / 2)
- 1966 – Napoli (Cetra, LPP 61)
- 1971 – ’O sole mio! (Presence, PPP 01)
- 1972 – Città (Presence, PPP 05)

### EPs
- 1957 – Tullio Pane (Cetra, EP 0614)
- 1957 – Tullio Pane (Cetra, EP 0616)
- 1957 – Tullio Pane (Cetra, EP 0617)
- 1958 – I’ll remember… Napoli (Cetra, EP 0626)
- 1959 – I’ll remember… Napoli (Cetra, EPE 3067)
- 1961 – Tullio Pane (Cetra, EP 4394)

### Singles
- 1954 – Aieressera / ’Na chitarra sta chiagnenno (Cetra, DC 6026)
- 1955 – Buongiorno tristezza / Ci Ciu Ci… Cantava un usignolo (Cetra, DC 6262)
- 1955 – ’E rose chiagneno / Comme te l’aggi’a ddi? (Cetra, DC 6321)
- 1955 – Nnammuratella mia / ’E stelle ’e Napule (Cetra, DC 6322)
- 1956 – Luna nnammurata / Chitarra mia napulitana (Cetra, DC 6554)
- 1956 – Adduormete / Nun me guardà (Cetra, DC 6555)
- 1957 – Signora fortuna / Un po’ è bene (Cetra, DC 6718)
- 1957 – Il cigno / Serenade (Cetra, DC 6731)
- 1957 – Serenatella ’e maggio / Si comm’a n’ombra (Cetra, DC 6793)
- 1957 – Ultimo raggio ’e luna / Napule sole mio (Cetra, DC 6794)
- 1957 – Bella fiorentina / Scugnizzo pustiggiatore (Cetra, DC 6800)
- 1957 – Malepensiero / Io quanno dico sette (Cetra, DC 6823)
- 1957 – Trapanarella / Luna busciarda (Cetra, DC 6824)
- 1957 – Canzuncella gentile / Malepensiero (Cetra, DC 6825)
- 1957 – Amapola / Estrellita (Cetra, SP 13)
- 1957 – La paloma / Ay! Ay! Ay! (Cetra, SP 14)
- 1957 – La paloma / Princesita (Cetra, SP 15)
- 1958 – Torna a vucà / ’O cantastorie (Cetra, DC 6926)
- 1958 – Anema e core / Sciummo (Fonit, 16059)
- 1958 – Domenica è sempre domenica / Arrivederci, Roma (Fonit, 16060)
- 1958 – ’Nnammuratamente… / Vienetenne a Surriento (Fonit, 16087)
- 1958 – Granada / Andalucia (Cetra, SP 134)
- 1958 – Domenica è sempre domenica / Arrivederci, Roma (Fonit, SP 30354)
- 1958 – ’Nnammuratamente… / Vienetenne a Surriento (Fonit, SP 30418)
- 1958 – Visparella / Ricordiamoci (Fonit, SP 30464)
- 1959 – ’O marenariello / La danza (Fonit, SP 30557)
- 1959 – Primmavera / Passiuncella (Fonit, SP 30612)
- 1959 – ’Mbraccio a te / Padrone d’o mare (Fonit, SP 30613)
- 1960 – Note d’ammore / Musica ’mpruvvisata (Fonit, SP 30810)
- 1960 – Turnammoce a ’ncuntrà / Sti ’mmane (Fonit, SP 30811)
- 1960 – ’E rrose e tu / Piscature sott’a luna (Fonit, SP 30812)
- 1960 – Nu tantillo ’e core / Tiempe belle (Cetra, SP 860)
- 1961 – ’O calennario ’e Napule / ’O suonno tene vint’anne (Fonit, SP 30957)
- 1962 – L’ammore avessa essere / ’O sole mio (Cinevox, SC 1016)
- 1962 – Comme facette mammeta / Torna (Cinevox, SC 1019)
- 1962 – Santa Lucia luntana / Voce ’e notte (Cinevox, SC 1020)
- 1962 – ’E vvie d’o mare / Maria, Marì (Cinevox, SC 1022)
- 1962 – A femmena bella è comme o sole / Tu si a canzone mia (Cinevox, SC 1025)
- 1963 – Eternamente tu! / ’E spingole frangese (Cinevox, SC 1033)
- 1963 – Nun lassà Napule / Senza dì niente (Cinevox, SC 1035)
- 1964 – Dduje paravise / Scugliera (Cinevox, SC 1037)
- 1964 – Scalinatella / So’ felice (Cinevox, SC 1038)
- 1964 – Maggio, sì tu! / Uocchie c’arraggiunate (Cinevox, SC 1039)
- 1964 – ’O sole mio / Funiculì funiculà / Guapparia (Cinevox, SC 1041)
- 1964 – ’O sole mio / Guapparia (Cetra, SPD 476)
- 1964 – Quanno tramonta ’o sole / Marechiare (Cetra, SPD 477)
- 1964 – Santa Lucia luntana / Passione (Cetra, SPD 478)
- 1964 – Piscatore ’e Pusilleco / Dicitencello vuie (Cetra, SPD 479)
- 1964 – I’ Te vurria vasà / Funiculì Funiculà (Cetra, SPD 480)
- 1964 – ’O paese d’’o sole / Nun me scetà (Cetra, SPD 481)
- 1964 – Torna / ’O surdato ’nnammurato (Cetra, SPD 482)
- 1964 – Torna a Surriento / ’A canzone ’e Napule (Cetra, SPD 483)
- 1968 – Che gelida manina / … E lucevan le stelle (CAR Juke-Box, CRJ NP 1042)
- 1968 – Tu si ’a musica / Tarantella internazionale (CAR Juke-Box, CRJ NP 1043)
- 1970 – ’O sole mio / Acquarello napoletano (Presence, PLP 5009)
- 1970 – Marechiaro / Napule e Surriento (Presence, PLP 5010)
- 1970 – Core ’ngrato / Angelarò (Presence, PLP 5012)
- 1970 – Voce ’e notte / Pusilleco n’sentimento (Presence, PLP 5013)
- 1970 – Tu ca nun chiagne / Torna maggio (Presence, PLP 5014)
- 1971 – Ma venne il turbine / Invocazione per tutti i caduti (Il Fileremo, 16986)

## Belege
1. 1 2  Massimo Emanuelli: Tullio Pane. In: Blog Massimo Emanuelli. 27. Mai 2018, abgerufen am 26. Juli 2019 (italienisch).
2. ↑  Addio a Tullio Pane re a Sanremo con Villa. In: Repubblica.it. Abgerufen am 26. Juli 2019 (italienisch).

| Personendaten    | Personendaten              |
| ---------------- | -------------------------- |
| NAME             | Pane, Tullio               |
| KURZBESCHREIBUNG | italienischer Sänger       |
| GEBURTSDATUM     | 16. Juni 1930              |
| GEBURTSORT       | Neapel                     |
| STERBEDATUM      | 3. Oktober 2001            |
| STERBEORT        | Civitavecchia, Provinz Rom |